# چندی کارتر
چندی کارتر (انگلیسی: Chennedy Carter؛ زادهٔ ۱۴ نوامبر ۱۹۹۸) بازیکن بسکتبال اهل ایالات متحده آمریکا است.
وی در مسابقات کشوری و بین‌المللی در مجموع برندهٔ ۱ مدال طلا، ۲ مدال نقره شده‌است.